# Karmeliterhäuschen (Flein)

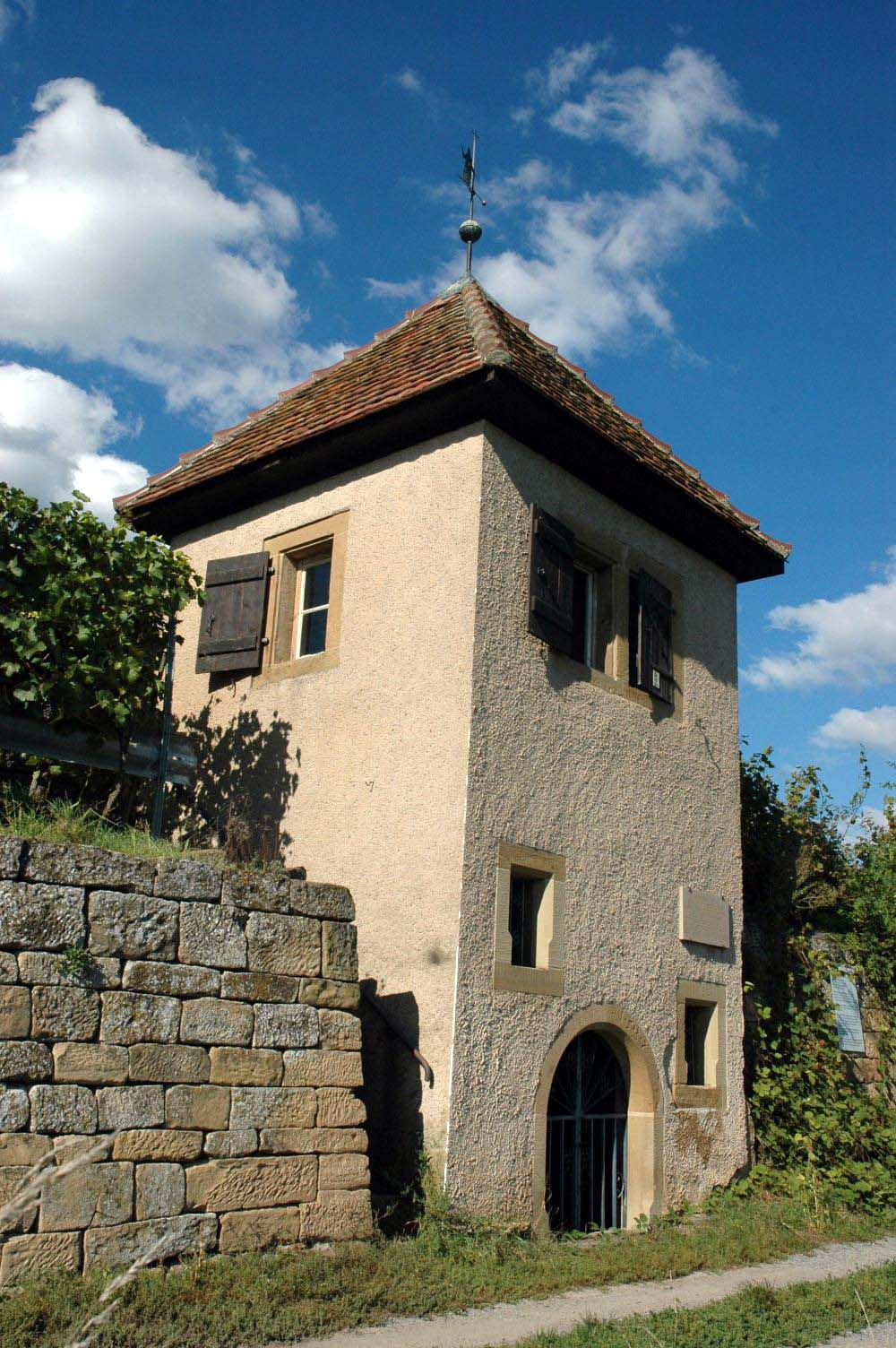
Das Karmeliterhäuschen

Das Karmeliterhäuschen bei Flein gehört zu den Kunst- und Kulturdenkmälern im Landkreis Heilbronn (Baden-Württemberg). Seinen Namen hat das barocke Weinberghäuschen nach dem Heilbronner Karmeliterkloster, das einst weitreichenden Weinbergbesitz in Flein hatte.

## Geographische Lage
Das Karmeliterhäuschen steht rund 850 m nordöstlich des Fleiner Ortskerns auf der Südflanke des Hagelsbergs (265,5 m), einer von Weinlagen bedeckten Erhebung der Heilbronner Berge. Etwa 50 m nördlich davon verläuft die Grenze zur Stadt Heilbronn.

## Beschreibung
Ursprünglich gehörten verschiedene Weinberge um Flein dem Kloster Lichtenstern, das sie jedoch 1529 an das Heilbronner Karmeliterkloster verkaufte. Das Häuschen trägt auf dem Torbogen des Untergeschosses die Jahreszahl 1537 und wurde vermutlich auch in jenem Jahr errichtet. In den Jahren 1609 und 1692 sowie im 18. Jahrhundert erfolgten Renovierungen oder Aufstockungen des Häuschens, die auch durch ganz oder teilweise erhaltene Jahreszahlen belegt sind.
Das Gebäude ist zweistöckig und hat ein Zeltdach, das mit einem Stab, Knauf und einem Mönch als Wetterfahne geschmückt ist. Bei der letzten Restaurierung wurde dem Mönch ein Kreuz in die Hand gedrückt. 1980/1981 befand sich das Bauwerk in einem ruinösen Zustand. Daraufhin ergriff der Heimatverein von Flein die Initiative und stellte einen Antrag beim Gemeinderat und Gemeindeverwaltung in Flein. So erwarb die Gemeinde Flein das Karmeliterhäuschen zusammen mit 140 Quadratmetern Grund und renovierte es. Die Kosten beliefen sich auf 21.559 DM, das Landesdenkmalamt beteiligte sich mit 7934 DM. Das Haus steht unter Denkmalschutz.